# الحزب الشيوعي البيروفي - العلم الأحمر
الحزب الشيوعي البيروفي - العلم الأحمر (بالإسبانية: Partido Comunista Peruano – Bandera Roja)‏ كان حزبًا شيوعيًا في بيرو تأسس عام 1964 بعد انقسام في الحزب الشيوعي البيروفي.  وقف الحزب إلى جانب جمهورية الصين الشعبية والماوية في الانقسام الصيني السوفياتي.  وكان من بين القادة ساتورنينو باريديس وخوسيه سوتومايور ومؤسس الدرب الساطع المستقبلي أبيمايل غوزمان، الذي شكل منظمته الخاصة باعتبارها منشقة عن هذا الحزب.   شارك الحزب في انتخابات عام 1978، على قوائم الجبهة الشعبية للعمال والفلاحين والطلاب. 